# Bucerius Kunst Forum
El Bucerius Kunst Forum és un centre d'exposicions d'art creat per la Fundació Die Zeit i per Ebelin i Gerd Bucerius a la Ciutat Vella d'Hamburg a Alemanya. Va obrir-se el 2002.

## L'edifici

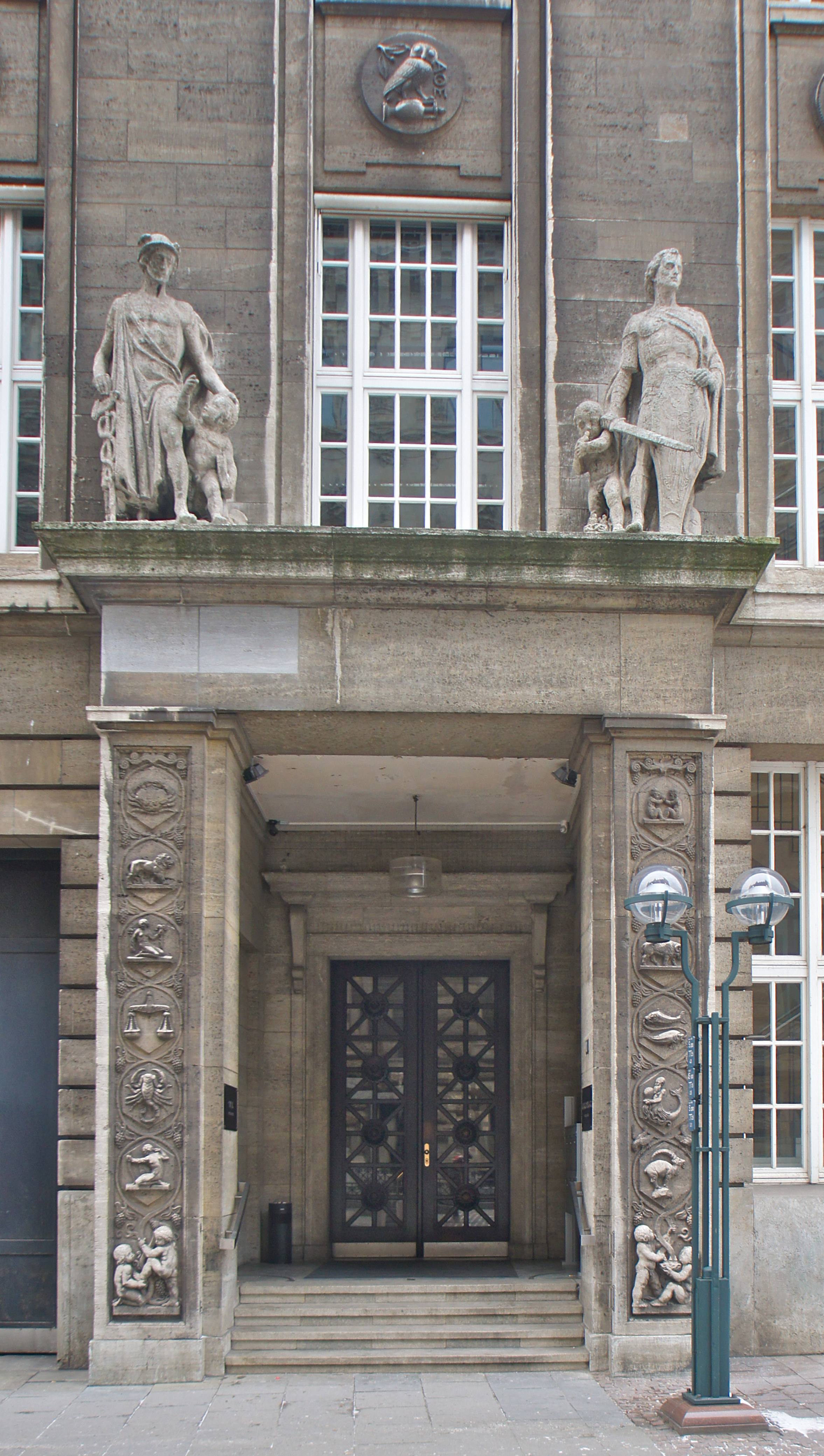
L'entrada oriental amb Mercuri, Març i el zodíac

El centre va instal·lar-se a l'antiga seu de la Reichsbank, inaugurada el 1919, segons els plànols dels arquitectes Schramm, Pempelfort, von Bassewitz i Hupertz. A l'exterior representa el neoclassicisme prussià sever. Cinc figures al·legòriques representen la pesca, la indústria, el comerç, l'agricultura i la navegació, coronat per l'escut imperial i l'àguila imperial: una síntesi de la vida econòmica hamburguesa al moment de la seva inauguració. A la façana oriental, Mercuri i un cavaller simbolitzen la força econòmica i la força militar.

## El centre d'arts

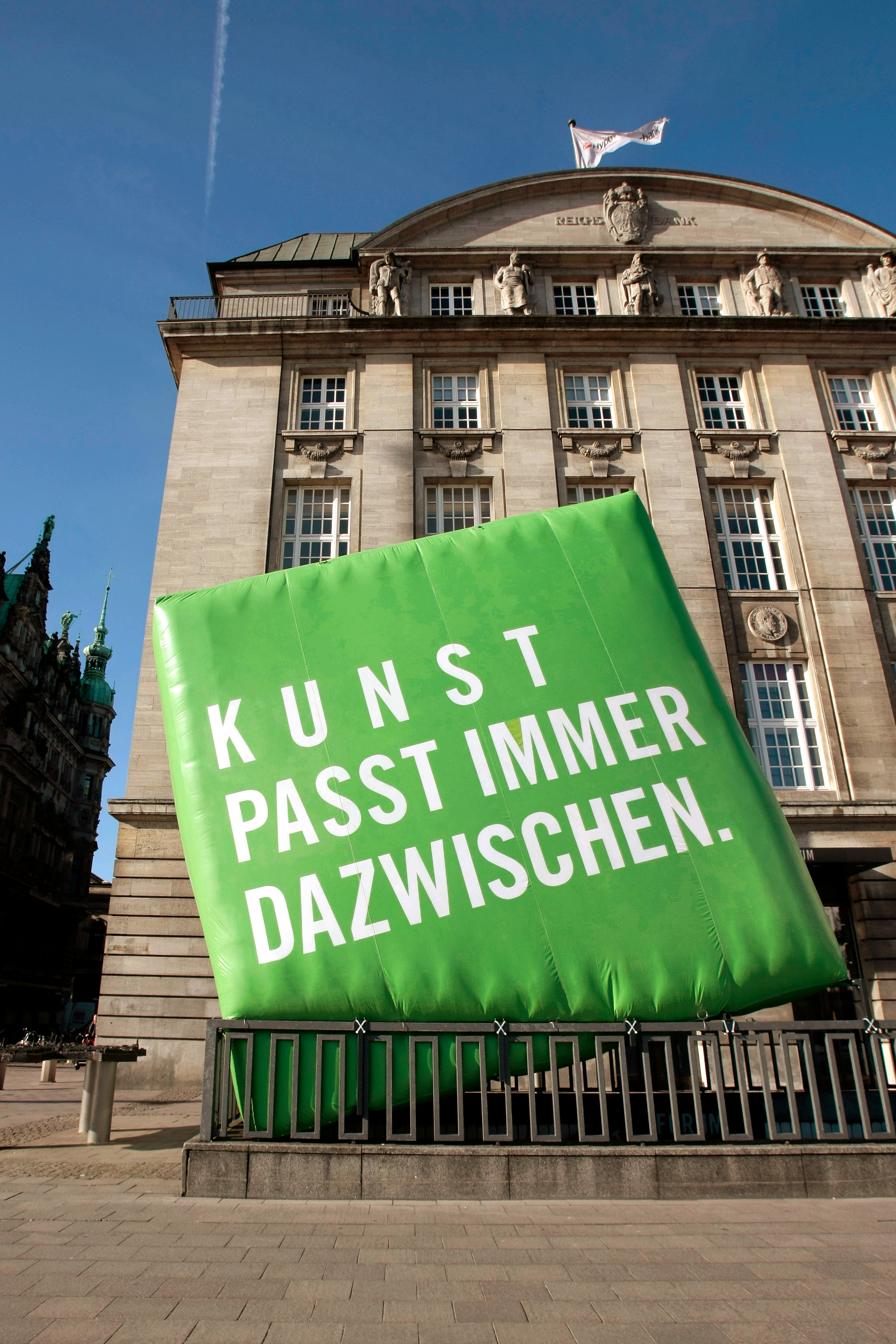
«Per a l'art, sempre es troba un espai» (2008)

Des del 2002, el centre d'art organitza quatre exposicions per any, que il·lustren un artista, una època i o un tema. Paral·lelment organitza concerts i conferències relacionades amb el tema principal de l'exposició. Col·labora amb galeries i museus d'art prestigiosos al món.